# Ramat Trump
Ramat Trump (hebr. ‏רָמַת טראמפ‎, ang. Trump Heights) – planowane osiedle w Izraelu, w Dystrykcie Północnym, w samorządzie regionu Golan, położone na Wzgórzach Golan. 15 czerwca 2020 roku rząd Izraela zaakceptował projekt utworzenia osiedla.
Wzgórza Golan są terytorium okupowanym przez Izrael od 1967 – od czasów zwycięskiej wojny sześciodniowej, w 1981 zostały wcielone administracyjnie w granice Izraela. Decyzja władz izraelskich nie została zaaprobowana przez społeczność międzynarodową. ONZ uważa je za okupowane terytorium Syrii. 25 marca 2019 prezydent Stanów Zjednoczonych Donald Trump podpisał dekret, na mocy którego Stany Zjednoczone formalnie uznały suwerenność Izraela nad Wzgórzami Golan. Była to kolejna, uznawana za kontrowersyjną, decyzja amerykańskiego przywódcy na korzyść Izraela i rządzącego tam prawicowego rządu premiera Binjamina Netanjahu, po przeniesieniu ambasady USA do Jerozolimy. 16 czerwca izraelski rząd spotkał się na wyjazdowej sesji na Wzgórzach Golan, a Netanjahu określił podpisanie dekretu jako „akt historycznej sprawiedliwości”, a także ogłosił, że w ramach podziękowania osiedlu na Wzgórzach Golan nadane zostało imię amerykańskiego prezydenta – Ramat Trump (dosł. „Wzgórza Trumpa”).
Osiedle powstanie na bazie istniejącej od lat osiemdziesiątych XX wieku osady, zlokalizowanej w pobliżu istniejącego już innego osiedla Kela Allon. Społeczność ma być mieszana – zarówno świecka, jak i religijna, a w pierwszym etapie ma tam zamieszkać 120 rodzin. W czerwcu 2019 Ramat Trump zamieszkiwało 10 osób. Osiedle położone jest ok. 40 km od Damaszku.
To pierwszy przypadek nadania izraelskiej miejscowości imienia urzędującego prezydenta USA od 1949 i powstania moszawu Kefar Truman nazwanego na cześć Harry’ego S. Trumana.
15 czerwca 2020 roku izraelski rząd zaakceptował projekt utworzenia osiedla. Ministerstwo Osadnictwa otrzymało zadanie stworzenia podstaw pod Ramat Trump. Docelowo miało ono liczyć 300 rodzin.